# Château de Belan-sur-Ource
Pour les articles homonymes, voir Château de Beauregard.
Le château de Belan-sur-Ource est un château du XIXe siècle, situé à Belan-sur-Ource, dans le département français de la Côte-d'Or.

## Localisation
Le château de Belan-sur-Ource, entouré d'un vaste parc qui domine un escarpement et un étang, est situé en rive est de l RD 13 à la sortie sud du chef-lieu de la commune.

## Historique
L’existence de la forteresse de Belan est attestée dès la fin du XIIIe siècle. En 1633, elle comprend deux corps de logis avec basse-cour, colombier, écurie, granges, un petit jardin et la chapelle Saint-Claude. Réputée ruinée en 1774, elle détruit un peu plus tard. Le château actuel est construit dans le troisième quart du XIXe siècle.[réf. souhaitée]
Il est la propriété de la Maison d'Harcourt.

## Architecture
L'architecture du château cantonné de fortes tours cornières est de type Renaissance. L'écurie, le chenil, l'enclos, le portail, le pavillon, la clôture et la grille sont inscrits à l’inventaire des monuments historiques depuis 1926. Le château, le mur de clôture en demi-lune et le portail de la ferme en face depuis 1991.

## Mobilier
Le château est une propriété privée, il ne se visite pas.